# زمین‌لرزه ۱۹۹۴ نورت‌ریج

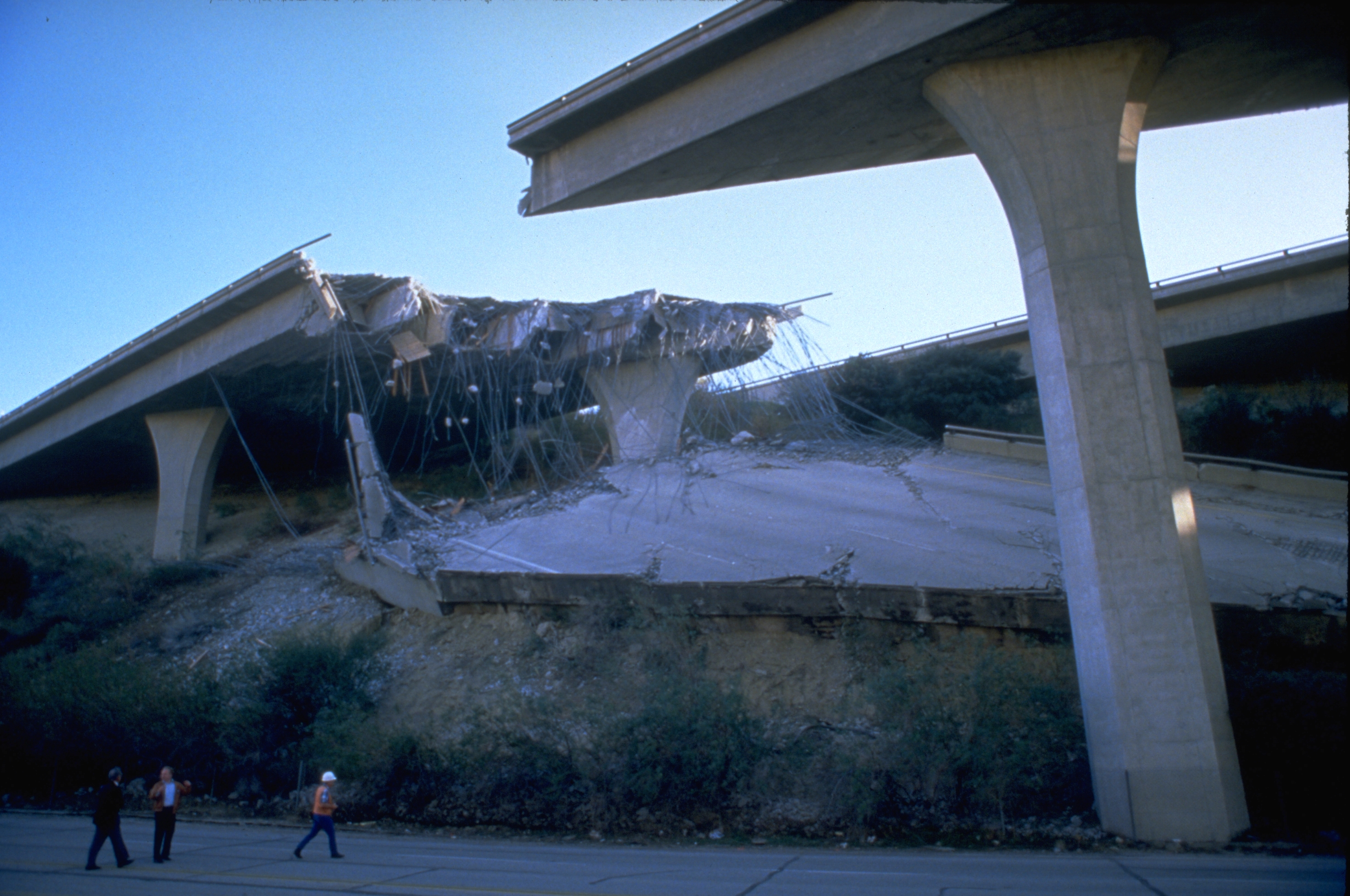
زمین‌لرزه نورت‌ریج

زمین‌لرزه نورت‌ریج  در تاریخ ۱۷ ژانویه ۱۹۹۴ میلادی، برابر با ‎۲۷ دی ۱۳۷۲، ساعت ۱۲:۳۰:۵۵ به زمان یوتی‌سی در آمریکا، منطقه نورت‌ریج رخ داد. ژرفای این زلزله ۱۱٫۴ کیلومتر بود، و بزرگی آن ۶٫۷ در مقیاس Mw اعلام شده‌است. زمین‌لرزه به وقت محلی در روز دوشنبه، ساعت ۴ روی داده و منطقه زمانی آن یوتی‌سی -۸ بوده‌است (با لحاظ تغییر ساعت تابستانی).
سازمان زمین‌شناسی آمریکا نیز رومرکز این زمین‌لرزه را در مختصات ۳۴°۱۲′۴۷″شمالی ۱۱۸°۳۲′۱۳″غربی / ۳۴٫۲۱۳°شمالی ۱۱۸٫۵۳۷°غربی و ژرفای آن را در ۱۸ کیلومتر گزارش کرده‌است. بزرگی برگزیدهٔ این سازمان از میان بزرگی‌های محاسبه‌شدهٔ مختلف ۶٫۷ در مقیاس Mw بوده و از دید اثر، در میان چهار دسته‌بندی «نامحسوس»، «محسوس»، «زیان‌آور» یا «با تلفات»، زلزله را «با تلفات» اعلام کرده‌است.بیش از ۴۰۰۰۰ ساختمان در زمین‌لرزه آسیب دیده‌است.رانش زمین در آن به وجود آمده‌است.روانگرایی در این زمین‌لرزه ایجاد شده‌است.
پروژهٔ «تنسور گشتاور مرکزوار» زاویه‌های (راستا، شیب، ریک) گسل سازندهٔ زمین‌لرزه و صفحه عمود بر آن را (°۲۷۸، °۴۲، °۶۵) یا (°۱۳۰، °۵۳، °۱۱۱) و نوع گسل را «معکوس» فرارسانده‌است.
شمار کشتگان زلزله حدود ۳۳ نفر بوده‌است.تعداد زخمیان ۱۳۸ نفر برآورده شده‌است.بی‌خانمان شدگان نیز ۲۰۰۰۰ نفر اعلام شده‌است.